# Flumeri
Flumeri község (comune) Olaszország Campania régiójában, Avellino megyében.

## Fekvése
A megye központi részén fekszik. Határai: Ariano Irpino, Castel Baronia, Frigento, Grottaminarda, San Nicola Baronia, San Sossio Baronia, Sturno, Villanova del Battista és Zungoli. Flumeri az Ufita folyó és a Fiumarella patak között emelkedő 368 m magas dombon fekszik. 

## Története
Eredetéről és nevének kialakulásáról nincsenek pontos adatok: a történészek a frumentum vagy frungibus latin szavakból eredeztetik, amelyek jelentése termékeny. Más feltételezések szerint a Titus Livius által is említett szamnisz Cimetra város helyén alakult ki. Létezik egy harmadik hipotézis is, amely szerint a település nevét a Forma, normann nemesi családtól kölcsönözte volna (Forma, Formari, Fromari, Frumari átalakulás). Első írásos említése valóban a normannok uralkodásának idejéből, a 11. századból származik. A következő századokban nemesi birtok volt. A 19. században nyerte el önállóságát, amikor a Nápolyi Királyságban felszámolták a feudalizmust.

## Népessége
A népesség számának alakulása:

## Főbb látnivalói
- San Nicola di Bari-templom
- Madonna del Carmine-templom
- Palazzo Lupi

## Testvértelepülései
- Kótaj